# Kludde
Kludde est une créature métamorphe des croyances germaniques et flamandes, mentionnée aux Pays-Bas et en Flandre, tant belge que française. C'est un métamorphe, qui prend de nombreuses formes dont celle d'un chien noir, d'un cheval et d'un chat. Sous forme de cheval, il trompe les garçons d'écurie et les jette dans un fossé